# La Princesse Camion
La Princesse Camion est un conte d'amour étrange écrit en 1743 par Mademoiselle de Lubert, amie de Voltaire,.
L'héroïne est une jeune princesse, victime de l'affrontement de fées, qui est transformée tantôt en sirène à corps de baleine, tantôt en minuscule poupée d'émail pensante et parlante, habitant dans un étui à cure-dents. Le prince Ziphril qui s'est épris d'elle parvient à la sauver à force d'épreuves.
Le mot camion était utilisé à l'époque pour désigner une « épingle déliée pour attacher des toiles fines ou d'autres choses délicates ».

## Intrigue
Quand le temps vient de marier le prince Zirphil, le roi et la reine du pays consultent des fées. Furieuse de n'avoir pas été sollicitée, la fée Marmotte condamne le prince à épouser Camion, une femme miniature qu'elle présente comme sa filleule et transporte dans sa poche. D'abord désespérés, les souverains se laissent charmer par la poupée d'émail animée.
Pendant ce temps Zirphil chasse en forêt. Il y rencontre une créature au visage et aux bras de femme, mais au corps de baleine. Celle-ci lui explique avoir été ainsi métamorphosée par Marmotte, et lui demande « de l'écorcher ou de l'épouser », seules options selon elle pour la délivrer de ce sortilège. Ignorant l'arrangement conclu par ses parents, Zirphil choisit d'épouser la princesse Baleine. 
Il est trop tard quand Zirphil prend conscience de sa double alliance. Camion et Baleine disparaissent. Désespéré par la perte de Baleine, le Prince part chercher de l'aide auprès d'une autre fée, Lumineuse. Celle-ci lui recommande de se rendre au royaume des hommes-poissons, et d'y « piler de ses propres mains Baleine dans le mortier du roi des Merlans ». 
Parvenu sur place, il n'y trouve pas Baleine mais est confronté à des milliers d'écrevisses dont certaines au moins semblent être d'autres princesses, métamorphosées par Marmotte : sur injonction du roi, chaque jour il en choisit dix qu'il doit piler dans le mortier, les dix condamnées disparaissant alors dans une lumière aveuglante. Au bout de trois mois, il découvre une écrevisse qui s'avère être Camion, et qui lui conte son histoire : comment elle est née, fille du roi de Caucase, comment la fée Marmotte a persécuté sa famille, transformant son père en statue, son royaume en lac et ses sujets en poissons et comment elle a placé son neveu sur le trône. On apprend que Camion et Baleine ne sont qu'une seule et même personne, que Marmotte a imposé à Baleine sa disgrâce pour la punir d'avoir refusé d'épouser le roi des Merlans son neveu.
Vient le jour où Camion / Baleine est l'écrevisse que Zirphil doit sacrifier : quand Zirphil enfonce dans celle-ci son couteau à écailler, c'est Marmotte qui en jaillit à la surprise générale. Merlan disparaît, et le royaume des hommes-poissons se dissout. 
Quelque temps après, Zirphil finit par retrouver la trace de la princesse. La clé est dévoilée quand on comprend que Marmotte avait obtenu de Lumineuse l'autorisation de faire souffrir Camion jusqu'à ce que Ziphril ait accompli sa destinée, qui était de l'écorcher.
Le conte se termine par les retrouvailles de Camion et de Zirphil. Camion a retrouvé ses royaux parents ; le père de Zirphil est mort, et le couple accède au trône.